# Хаттон, Джон
Джон Мэттью Патрик Хаттон, барон Хаттон Фернесский (англ. John Matthew Patrick Hutton, Baron Hutton of Furness; род. 6 мая 1955, Лондон, Великобритания) — британский политик из Лейбористской партии.

## Биография
Родился в Лондоне, в возрасте 8 лет родители переехали в Уэстклифф-он-Си в Эссексе. Окончил Оксфордский университет, в 1978 году получил степень бакалавра гражданского права (BCL). Преподавал в Нортумбрийском университете, с конца 80-х участвовал в парламентских выборах и выборах в Европарламент от Лейбористской партии, но впервые прошёл в Палату общин в 1992 году. Долгое время оставался на вторых ролях, занимая должности в Департаменте здравоохранения. В 2001 году был введён в Тайный совет Великобритании. 
В 2005 году стал министром по делам труда и пенсионного обеспечения. В 2006 году Хаттон был противником избрания Гордона Брауна на пост председателя Лейбористской партии и в интервью BBC даже охарактеризовал возможное премьерство Брауна как «fucking disaster». В 2007 году получил портфель министра по делам бизнеса, предпринимательства и регулирования, а в 2008 году был назначен министром обороны. 5 июня 2009 года вместе с рядом других министров ушёл в отставку. В настоящее время является председателем совета Королевского объединённого института оборонных исследований.
Хаттон также является автором выпущенной в 2008 году книги «Kitchener’s Men», посвящённой повседневной жизни британских солдат из округа Barrow and Furness в Первую мировую войну, от которого Хаттон избирался в Палату общин.